# Leon Van Daele

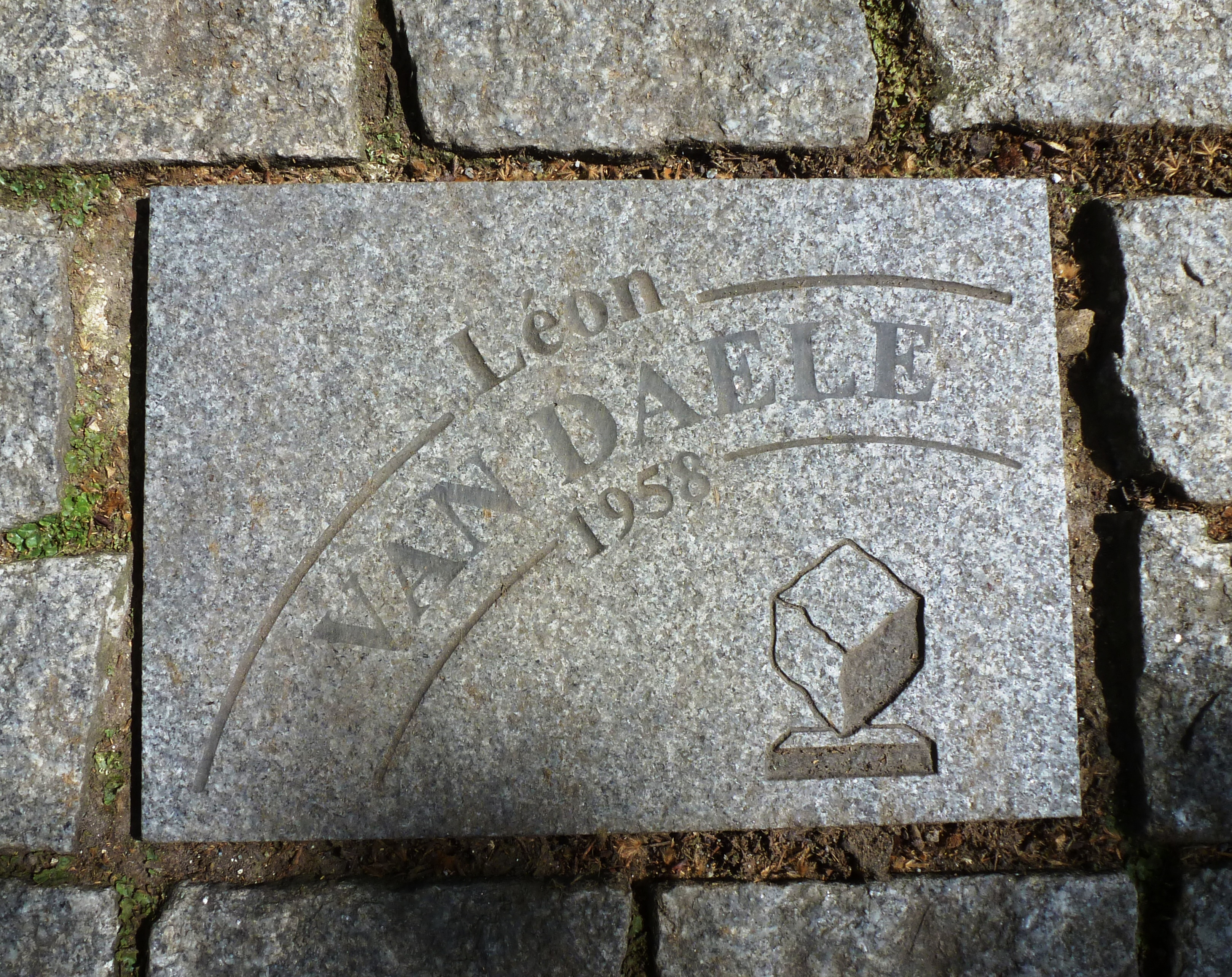
Leon Van Daeles gatsten på Allée Charles Crupelandt i Roubaix.

Leon Van Daele (eller Vandaele), född den 24 februari 1933 i byn Ruddervorde i Oostkamp, död den 30 april 2000 i Oostkamp, var en belgisk tävlingscyklist, vars främsta merit är segern i Paris–Roubaix 1958.

## Meriter

### Landsväg
1952
Vinnare av Roubaix-Cassel-Roubaix
Vinnare av Ruddervoorde Koerse
1953
Vinnare av Ruddervoorde Koerse
Vinnare av Omloop Gemeente Melle
1954
Vinnare av Kuurne–Bryssel–Kuurne
5:a i Gent–Wevelgem
1956
Vinnare av  Kampioenschap van Vlaanderen
Vinnare av Omloop van het Houtland
3:a i Flandern runt
1957
Vinnare av  Kampioenschap van Vlaanderen
Vinnare totalt av Driedaagse van Antwerpen
Vinnare av etapp 1
Vinnare av Paris–Bryssel
Vinnare av Bryssel–Ingooigem
Vinnare av Milano–Mantova
Vinnare av Ruddervoorde Koerse
Vinnare av Grote Prijs Raf Jonckheere
2:a i Kuurne–Bryssel–Kuurne
3:a i Paris–Roubaix
3:a i Omloop Het Volk
7:a i linjelopp vid Världsmästerskapen i landsvägscykling
1958
Vinnare av Paris–Roubaix
Vinnare av  Kampioenschap van Vlaanderen
Vinnare av Grand Prix Flandria
Vinnare av Omloop van de Fruitstreek
Vinnare av Vlaamse Pijl
2:a i Bryssel–Ingooigem
9:a totalt i Volta a la Comunitat Valenciana
Vinnare av etapperna 6 & 7
10:a i Milano–Sanremo
1959
Vinnare av Gent–Wevelgem
Vinnare av Omloop van het Houtland Torhout
Vinnare av etapp 1 av Tour de Luxembourg
Vinnare av etapp 3 av Paris–Nice
2:a i Elfstedenronde
3:a i Milano–Sanremo
5:a i Omloop Het Volk
8:a i Paris–Roubaix
1960
Vinnare av Tielt–Antwerpen–Tielt
Vinnare av Omloop van het Houtland Torhout
6:a i Gent–Wevelgem
1961
Vinnare av Kuurne–Bryssel–Kuurne
Vinnare av etapp 2 av Tour de Luxembourg
Vinnare av Nokere Koerse
3:a i Dwars door Vlaanderen
1962
Vinnare av Omloop Mandel-Leie-Schelde
1963
Vinnare av Ronde van Oost-Vlaanderen
2:a i Kuurne–Bryssel–Kuurne
3:a i Elfstedenronde
1964
Vinnare av Grote 1-MeiPrijs
Vinnare av Elfstedenronde
Vinnare av Omloop der drie Provinciën
2:a i Nokere Koerse

### Bana
1955
3:a i Paris sexdagars (med Emile Severeyns och Paul Depaepe)
1956
2:a i Paris sexdagars (med Lucien Acou och Arsène Rijkaert)
1957
3:a i Paris sexdagars (med Willy Vannitsen och Alfred De Bruyne)